# Simplicia
Simplicia es un género de plantas herbáceas de la familia de las poáceas. Es originario de Nueva Zelanda. Comprende 2 especies descritas y  aceptadas.

## Taxonomía
El género fue descrito por Thomas Kirk y publicado en Transactions and Proceedings of the New Zealand Institute 29: 497. 1897. La especie tipo es: Simplicia laxa Kirk

## Especies aceptadas
A continuación se brinda un listado de las especies del género Simplicia aceptadas hasta julio de 2011, ordenadas alfabéticamente. Para cada una se indica el nombre binomial seguido del autor, abreviado según las convenciones y usos.
- Simplicia buchananii (Zotov) Zotov
- Simplicia laxa Kirk